# Regering-Courtot de Cissey
De regering-Courtot de Cissey was van 22 mei 1874 tot 10 maart 1875 de regering van Frankrijk. De regering stond onder leiding van premier Ernest Courtot de Cissey.
Het bestond uit de ministers:
- Ernest Courtot de Cissey - Vicepresident van de Raad en minister van Defensie
- Louis, duc Decazes - Minister van Buitenlandse Zaken
- Oscar Bardi de Fourtou - Minister van Binnenlandse Zaken
- Pierre Magne - Minister van Financiën
- Adrien Tailhand - Minister van Justitie en Grootzegelbewaarder
- Louis Raymond de Montaignac de Chauvance - Minister van Marine en Koloniën
- Arthur de Cumont - Minister van Onderwijs, Schone Kunsten en van Kerkelijke Zaken
- Eugène Caillaux - Minister van Openbare Werken
- Louis Grivart - Minister van Landbouw en Handel

Wijzigingen
- 20 juli 1874 - Baron de Chabaud-Latour volgt Fourtou op als minister van Binnenlandse Zaken. Pierre Mathieu-Bodet volgt Magne op als minister van Financiën.

Een van de staatssecretarissen (op Binnenlandse zaken) was Cornélis de Witt. 